# Danilo Merlak
Danilo Merlak, slovenski operni in koncertni pevec basist, * 5. september 1921, Škedenj pri Trstu, † 18. januar 1979, Ljubljana

## Življenje
Solopetje je študiral v Trstu in Bologni. V letih 1943 in 1945 je bil interniran v taboriščih v Nemčiji. Debutiral je v sezoni 1946/1947 v tržaškem Taetru Verdi. Nekaj let je nato pel v Splitu, Mariboru, dokler ni leta 1952 prišel v Ljubljano, kjer je postal prvak ljubljanske Opere. Leta 1951 je na pevskem tekmovanju v Lausanni prejel prvo nagrado. Na podlagi le-te je dobil ponudbo za sodelovanje na komemoracijah ob 50. obletnici smrti skladatelja Verdija. 
Prepel je ves standardi basovski operni in oratorijski repertoar. Merlak je imel visok, pevsko vzdržljiv glas, bil je odličen igralec in zelo muzikalen. 
Leta 1973 je za vlogo v operi V vrtincu prejel nagrado Prešernovega sklada.